# Bőrizomtömlő
A bőrizomtömlő a kültakaró és az alatta lévő izomrétegek anatómiai és funkcionális együttese. Ez egy szervszintű kültakaró és mozgásszerv. Bőrizomtömlővel puhatestűek és férgek, azon belül legismertebben a gyűrűsférgek rendelkeznek. Ennek felépítése belülről kifele: hosszirányú és körkörös simaizomrétegek, kollagénrostos kötőszövethártya (alaphártya), egyrétegű hengeres fedőhám, majd fajtól és élőhelytől függő vastagságú kutikula (a kutikula a férgeknél hozzátartozik, de a puhatestűek külső meszes váza nem).

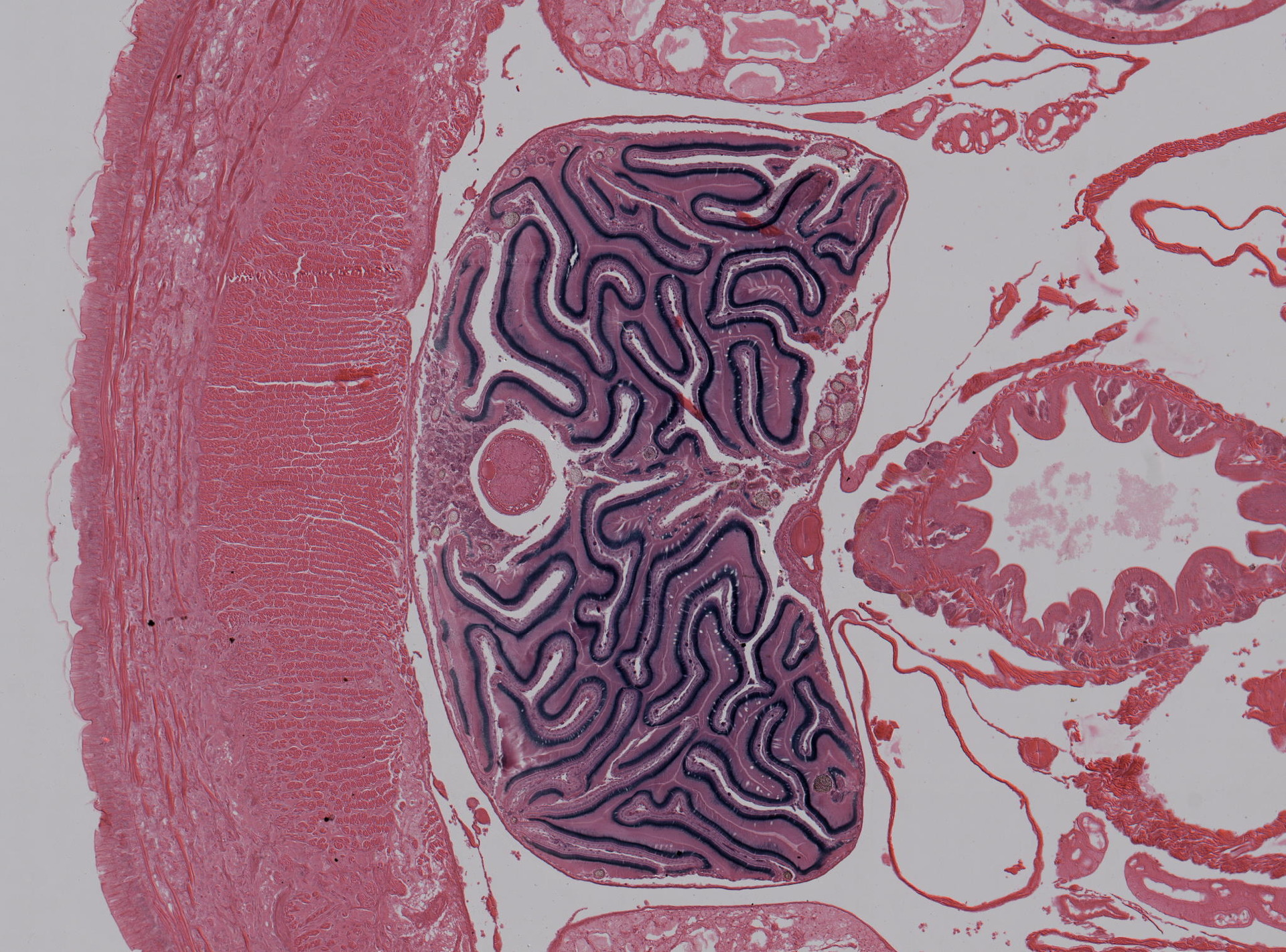
Lumbricus terrestis nevű gyűrűsféreg metszete, amin szépen megfigyelhető a fent említett tagolás

Ennek a rendszernek a feladata az egyed helyváltoztató mozgása a perisztaltika révén.
A fent említett kutikularéteg összetétele és vastagsága főleg élőhelyfüggő, de felírható, hogy kívülről befele haladva kívül lipidekkel fedett fehérje- és kollagénrétegből, kollagénnel támasztott folyadékrétegből és rendezett kollagénrétegből áll.